# نادي الفيحاء

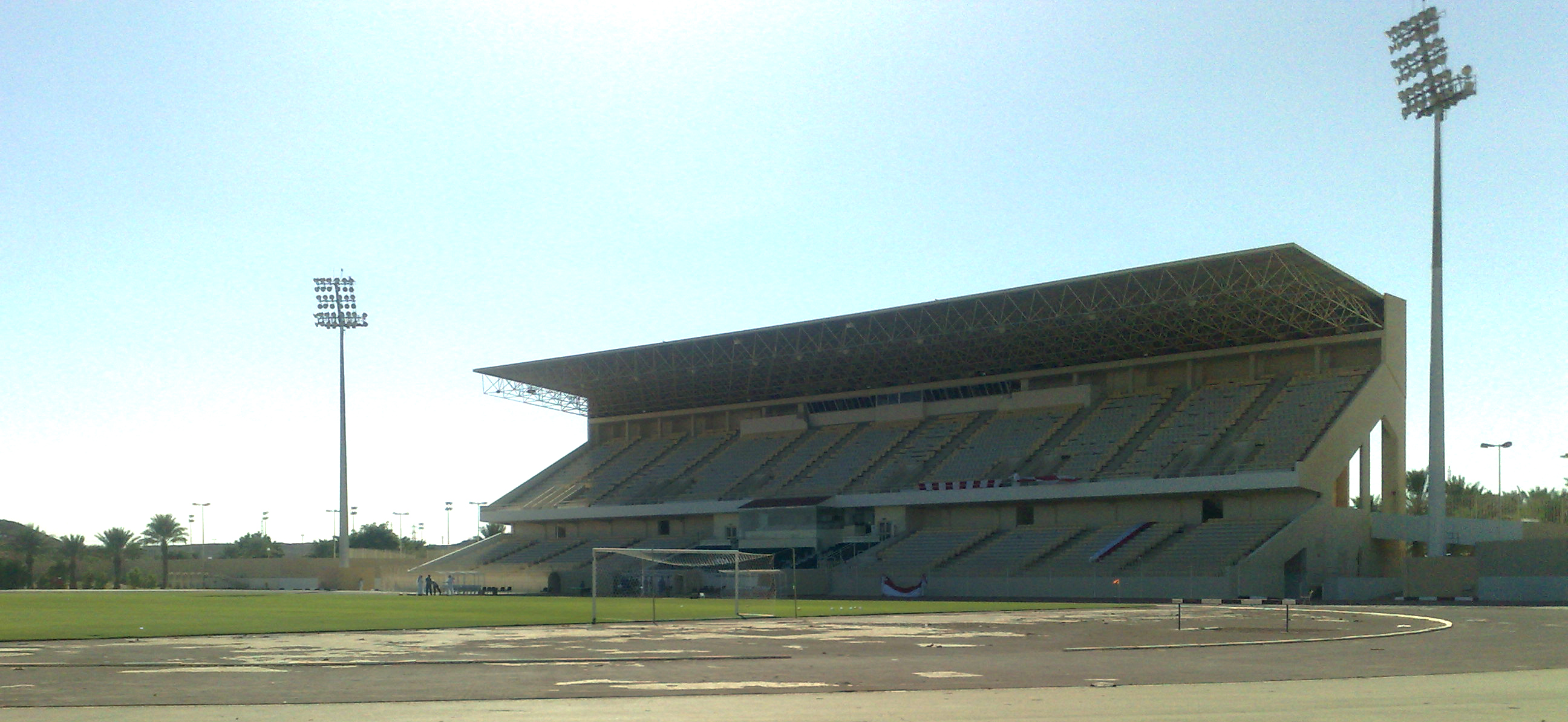
مدينة المجمعة الرياضية

نادي الفيحاء السعودي لكرة القدم هو نادٍ كرة قدم سعودي محترف تأسس عام 1957، مقرهُ المجمعة شمال العاصمة السعودية الرياض، كان للرياضة في المجمعة جذورًا تاريخيةً قبل الفيحاء من خلال عدة أندية، وتجمعات شبابية يمارسون الرياضة كهواية وبشكل منظم، ولكن دون مرجعية رسمية، حيث كان هناك النادي الأهلي ونادي الشباب اللذان استمرا في التنافس عدة سنوات، يقود كل منهم مجموعة من أبناء المجمعة، واختفى هذان الناديان، لينشأ بعدهما نادي الفيحاء، ونادي منيخ، واللذان لم يطل التنافس بينهما، حيث تم دمجهما تحت مسمى الفيحاء ليكون النادي الرسمي والممثل الشرعي لمدينة المجمعة، ويعد نادي الفيحاء من أعرق الأندية في المنطقة، حيث كان طوال تاريخه وما زال يقوم بدوره في خدمة شباب المجمعة.
توجد في النادي مكتبة تضم أبرز الكتب والمراجع الثقافية والعلمية والأدبية النادرة، كما يوجد متحف فريد يضم أكثر من ألف قطعة أثرية نادرة تم الاستعانة بها في مهرجان الجنادرية للتراث والثقافة.
ويعتبر نادي الفيحاء من أكثر الأندية نشاطا وتفاعلا مع المجتمع، وملتقىً لشباب وأهالي المجمعة. كما حقق على المستوى الرياضي العديد من الإنجازات في جميع الألعاب الفردية والجماعية متفوقًا في المسابقات الثقافية والاجتماعية، تقام فيه المحاضرات الدينية، والندوات الأدبية، والأمسيات الشعرية.

## التاريخ
صعد الفريق الأول لكرة القدم لمصاف أندية الدرجة الأولى عام 1405هـ واستمر ينافس فيه بقوة للصعود للممتاز مدة خمسة مواسم متتالية، ثم هبط عام 1410هـ ومنذ هبوط الفريق وصل لنهائيات الصعود مرتين عام 1415 هـ و1422هـ وحقق الصعود للدرجة الثانية موسم 1422هـ - 1423هـ ، وحقق الصعود لدوري الدرجة الأولى عام 1424هـ وهبط عام 1429هـ ثم صعد لدوري الدرجة الأولى من جديد عام 1435هـ.
في 1442 هـ صعد النادي لدوري المحترفين السعودي ابتداءً من موسم 2021-2022، وذلك بعد احتلاله لوصافة الترتيب في دوري الدرجة الأولى السعودي (دوري الأمير محمد بن سلمان) خلف الحزم.
و في نهاية موسم 2021-2022، لعَب نادي الفيحاء امام نادي الهلال في نهائي كأس الملك السعودي حيث فاز الفيحاء خصمه الهلال و حجز مقعده في دوري ابطال اسيا موسم 2023-2024.

## تشكيلة الفريق
المصدر
ملاحظة: تشير الأعلام إلى المنتخب بحسب قواعد الأهلية المعتمدة من قبل الفيفا؛ تنطبق بعض الاستثناءات المحدودة. وقد يحمل اللاعبون أكثر من جنسية لا تعترف بها الفيفا.
| الرقم | البلد           | المركز | اللاعب                                   |
| ----- | --------------- | ------ | ---------------------------------------- |
| 1     | السعودية        | حارس   | عبد الرؤوف الدقيل                        |
| 2     | السعودية        | مدافع  | مخير الرشيدي                             |
| 3     | إنجلترا         | مدافع  | رانجيل                                   |
| 4     | السعودية        | مدافع  | سامي الخيبري                             |
| 5     | إنجلترا         | مدافع  | كريس سمولينغ                             |
| 6     | السعودية        | وسط    | سعود زيدان                               |
| 7     | نيجيريا         | مهاجم  | هنري أونيكورو                            |
| 8     | إسبانيا         | وسط    | أليخاندرو بوزويلو                        |
| 9     | الأوروغواي      | مهاجم  | رينزو لوبيز                              |
| 10    | زامبيا          | وسط    | فاشيون ساكالا                            |
| 11    | فنزويلا         | وسط    | ألدري كونتريراس (معار من نادي أنجوستورا) |
| 13    | البوسنة والهرسك | وسط    | غوجكو سيمروت                             |
| 14    | السعودية        | وسط    | منصور البيشي                             |
| 15    | السعودية        | وسط    | عبد الهادي الحراجين                      |
| 20    | أوزبكستان       | وسط    | أوتابيك شوكوروف                          |
| 22    | السعودية        | مدافع  | محمد البقعاوي                            |
| 25    | السعودية        | مدافع  | فارس عابدي                               |

| الرقم | البلد    | المركز | اللاعب                                    |
| ----- | -------- | ------ | ----------------------------------------- |
| 27    | السعودية | مهاجم  | رضا العبد الله U19 (معار من نادي الاتفاق) |
| 29    | السعودية | وسط    | نواف الحارثي                              |
| 31    | السعودية | حارس   | أسامة الثميري U19                         |
| 33    | السعودية | حارس   | سطام الشمري                               |
| 37    | السعودية | مدافع  | نايف الماس                                |
| 46    | السعودية | مدافع  | أسامة التركي U19                          |
| 47    | السعودية | مدافع  | محمد الدويش                               |
| 52    | بنما     | حارس   | أورلاندو موسكيرا                          |
| 55    | السعودية | وسط    | علي الحسين U19                            |
| 66    | السعودية | وسط    | راكان كعبي                                |
| 71    | السعودية | مهاجم  | صبري دهل U19                              |
| 72    | السعودية | وسط    | عبد الله الأكلبي U19                      |
| 75    | السعودية | مدافع  | خالد الرماح U19                           |
| 77    | السعودية | وسط    | خالد كعبي                                 |
| 99    | السعودية | مهاجم  | مالك العبد المنعم                         |
| --    | السعودية | وسط    | محمد المقبالي U19                         |

### لاعبين غير مسجلين
ملاحظة: تشير الأعلام إلى المنتخب بحسب قواعد الأهلية المعتمدة من قبل الفيفا؛ تنطبق بعض الاستثناءات المحدودة. وقد يحمل اللاعبون أكثر من جنسية لا تعترف بها الفيفا.
| الرقم | البلد    | المركز | اللاعب            |
| ----- | -------- | ------ | ----------------- |
| 41    | السعودية | وسط    | سعود المقبل       |
| 51    | السعودية | مهاجم  | عبد العزيز البريك |
| 61    | السعودية | وسط    | إياد بدري         |

| الرقم | البلد    | المركز | اللاعب            |
| ----- | -------- | ------ | ----------------- |
| 62    | السعودية | مدافع  | حسام مجرشي        |
| 96    | السعودية | حارس   | عبد العزيز المرضي |

### المعارون
ملاحظة: تشير الأعلام إلى المنتخب بحسب قواعد الأهلية المعتمدة من قبل الفيفا؛ تنطبق بعض الاستثناءات المحدودة. وقد يحمل اللاعبون أكثر من جنسية لا تعترف بها الفيفا.
| الرقم | البلد    | المركز | اللاعب                            |
| ----- | -------- | ------ | --------------------------------- |
| 21    | السعودية | مدافع  | متعب الخالدي (معار من نادي العين) |

| الرقم | البلد    | المركز | اللاعب                                   |
| ----- | -------- | ------ | ---------------------------------------- |
| 70    | السعودية | مدافع  | عبد الرحمن العنزي (معار من نادي العروبة) |

## المواقع الخارجية
- موقع رسمي